# آرسنید ایندیم
آرسنید ایندیم (به انگلیسی: Indium arsenide) با فرمول شیمیایی InAs یک ترکیب شیمیایی از ایندیم و آرسنیک است. که جرم مولی آن ۱۸۹٫۷۴۰ گرم-بر-مول می‌باشد. این ماده یک نیم‌رسانا با شکاف‌باند-باریک است. ظاهر بلورهای مکعبی خاکستری با نقطه ذوب ۹۴۲ درجه سانتی گراد دارد. آرسنید ایندیم از نظر خواص مشابه آرسنید گالیوم است و یک ماده با شکاف باند مستقیم و شکاف انرژی ۰٫۳۵ الکترون‌ولت در دمای اتاق است.
آرسنید ایندیم برای ساخت آشکارسازهای فروسرخ، برای محدوده طول‌موج ۱٫۰ تا ۳٫۸ میکرومتر استفاده می‌شود. آشکارسازها معمولاً فتوولتائیک فوتودیودی هستند. آشکارسازهایی که به‌صورت برودتی خنک می‌شوند نویز کمتری دارند، اما آشکارسازهای InAs را می‌توان در کاربردهای با توان بالاتر در دمای اتاق نیز استفاده کرد. آرسنید ایندیم همچنین برای ساخت لیزر دیودها استفاده می‌شود.
InAs به دلیل تحرک‌پذیری بالای الکترون و شکاف‌باند انرژی باریک شناخته شده است. به‌طور گسترده‌ای به عنوان منبع تابش تراهرتز استفاده می‌شود زیرا یک گسیل‌گر قوی فتو-دمبری است.
نقطه کوانتومی‌ها را می‌توان در تک‌لایه‌ای از آرسنید ایندیم روی فسفید ایندیم یا آرسنید گالیم تشکیل داد. عدم‌تطابق ثابت شبکه‌های مواد باعث ایجاد تنش‌هایی در لایه سطحی می‌شود که به نوبه خود منجر به تشکیل نقاط کوانتومی می‌شود. نقاط کوانتومی همچنین می‌توانند در آرسنید گالیم ایندیوم تشکیل شوند، مانند نقاط آرسنید ایندیوم که در ماتریس آرسنید گالیم قرار دارند.